# Ulica św. Ducha we Wrocławiu

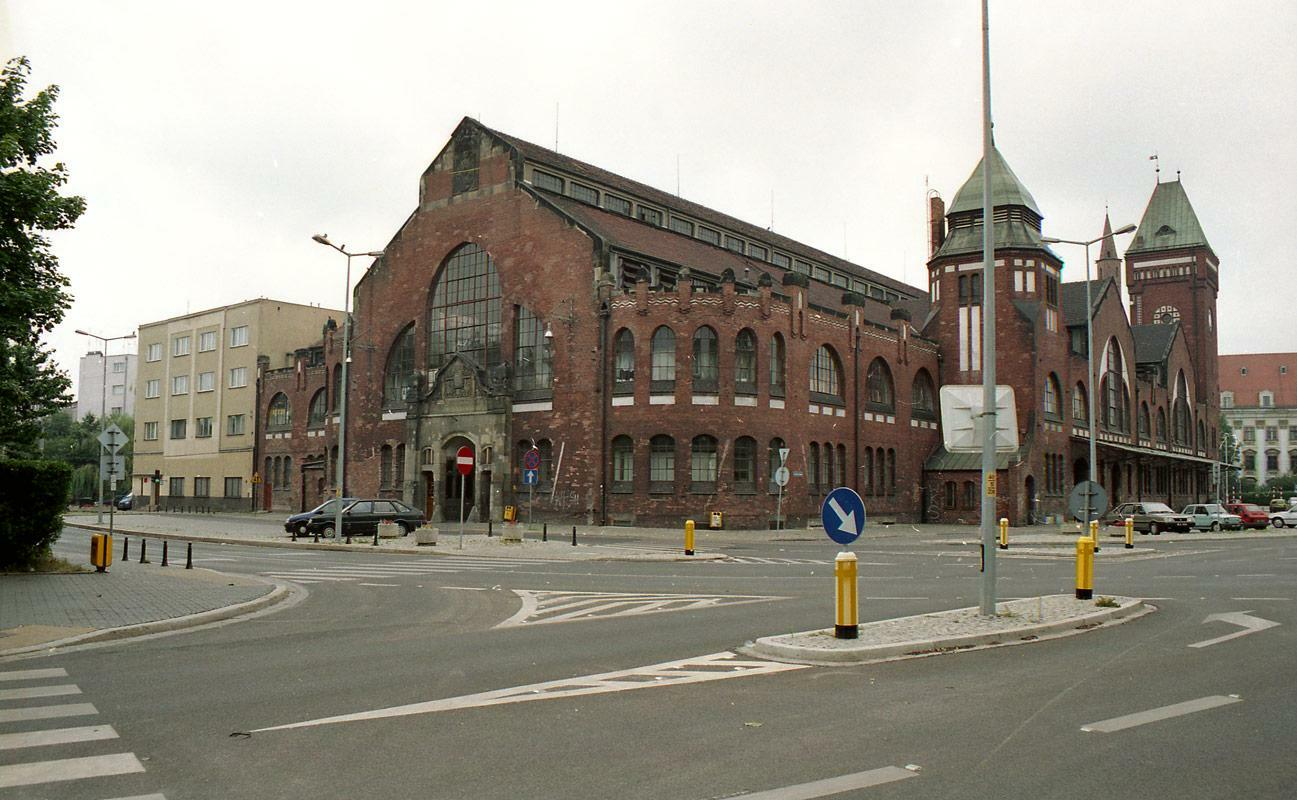
Skrzyżowanie z ulicami W. Kraińskiego i A. Frycza-Modrzewskiego

Ulica św. Ducha – ulica położona we Wrocławiu na Starym Mieście, w jego części nazywanej Nowym Miastem. Łączy ulicę Piaskową oraz ulicę Grodzką i Most Piaskowy z ulicą Wincentego Kraińskiego oraz ulicą Andrzeja Frycza-Modrzewskiego. Ma 140 m długości. Południową pierzeję ulicy kształtuje elewacja zabytkowej Hali Targowej, natomiast po stronie północnej położony jest Bulwar Xawerego Dunikowskiego, w ramach Promenady Staromiejskiej, biegnący nad brzegiem rzeki Odry, jej głównego ramienia, w miejscu rozdziału Odry Górnej na dwa zasadnicze ramiona – Odrę Północną i Odrę Południową, w ramach Śródmiejskiego Węzła Wodnego.

## Historia
W rejonie dzisiejszej ulicy wzniesiono w 1214 r. szpital i kościół św. Ducha. Fundatorem budowy był Henryk Brodaty, a kompleks należał do kanoników regularnych z wyspy Piasek opata Witosława. Budynki położone były na terenie na północ od współczesnej ulicy, przed bulwarem Ksawerego Dunikowskiego. Kompleks miał połączenie z Nowym Miastem w rejonie Górki Kacerskiej na południu poprzez ulicę Bernardyńską. W 1241 r. podczas najazdu Tatarów zostały one zburzone, a odbudowano je dzięki Henrykowi III, założycielowi Nowego Miasta. Ulica wzmiankowana była już w 1347 r., ale jeszcze jako bezimienna. Wspomina się tylko o posesji koło kościoła św. Ducha. Pierwotnie ulica łączyła wylot ulicy Piaskowej z ulicą Bernardyńską przez Złoty Most. Po likwidacji północnego odcinka wymienionej ulicy i zasypaniu w 1291 r. koryta rzecznego (Ujście Oławy, tzw. Białej Oławy) łączy wymienionego wyżej ulice. Od 1345 roku notuje się posesje by deme Heyligin geyste in der Nwinstad. W 1403 roku zarejestrowanych było kilkudziesięciu podatników. Uznaje się ten fakt za wskaźnik dużego zagęszczenia osadnictwa. Kolejna zmiana dotycząca ulicy wynikała z inwestycji hydrotechnicznej polegającej na wykonaniu przekopu kierującego wody rzeki Odry do dawnego koryta Białej Oławy. Połączenie z Nowym Miastem, do którego zaliczano ten rejon, zapewniał wspominany od 1465 r. most koło św. Klemensa, którego nazwa nawiązywała do kościoła św. Klemensa zbudowanego w 1406 r. przy skrzyżowaniu z ulicą Polską. Ówcześnie stanowił on filię świątyni przy szpitalu św. Ducha. Świątynia współcześnie nie istnieje. W 1481 r. ufundowano kaplicę cmentarną św. Fabiana. W 1558 r. notuje się tylko 16 posesji leżących przy tej ulicy, naprzeciwko zespołu św. Ducha. W latach 1591–1591 zespół ten rozebrano, a na wolnym terenie zbudowano Bastion Piaskowy (Brama Piaskowa).
Od 1813 roku przez kolejne lata etapami urządzana była Promenada Staromiejska biegnąca między innymi przez teren pomiędzy Odrą a ulicą św. Ducha. W tym fragmencie współcześnie znajduje się tu Bulwar Xawerego Dunikowskiego. W latach 1906–1908, w miejscu Arsenału Piaskowego, zbudowano halę targową według projektu Richarda Plüddemanna i Heinricha Küstera.
Po wojnie, ponieważ znaczna część zabudowy w czasie oblężenia Wrocławia w 1945 r. w wyniku prowadzonych działań wojennych została zniszczona, również przekształceniom uległ układ tutejszych ulic. Między innymi 1964 r. zlikwidowano północny odcinek ulicy Bernardyńskiej, a już w 1966 r. południowy odcinek ulicy św. Ducha. W miejscu po zlikwidowanych ulicach i rozebranych pozostałościach zabudowy powstały budynki spółdzielni mieszkaniowej, a za nimi szkoła.

## Nazwy
W swojej historii ulica nosiła następujące nazwy:
- platea S. Spiritus, od 1403 r.[3][11]
- Heiligegeiststraße[24]
- św. Ducha, od 1945 r.[1][24]

Zarówno nazwa platea S. Spiritus, Heiligegeiststraße, jak i obecna nazwa św. Ducha, wywodzą się od dawnego kościoła pod tym wezwaniem, jak i szpitala noszącego wymienione imię. Świątynia współcześnie nie istnieje. Współczesna nazwa ulicy została nadana przez Zarząd Miejski i ogłoszona w okólniku nr 60 z 21.09.1945 r. oraz nr 76 z 19.10.1945 r.

## Układ drogowy
Do ulicy przypisana jest droga gminna numer 106478D o długości 140 m klasy lokalnej położona na działkach o łącznej powierzchni 757 m2. Ulica biegnie od ulicy Piaskowej, Grodzkiej i Mostu Piaskowego do ulicy Wincentego Kraińskiego i Andrzeja Frycza-Modrzewskiego.
Ulice powiązane z ulicą św. Ducha:
- skrzyżowanie z sygnalizacją świetlną[27]:
  - ulica Piaskowa[1][7], z torowiskiem tramwajowym[28] [29][30]
  - Most Piaskowy[8][31] i dalej ulica św. Jadwigi[31][32], z torowiskiem tramwajowym[28] [29][31]
  - ulica Grodzka[6], z torowiskiem tramwajowym[28] [29]
- skrzyżowanie:
  - ulica Wincentego Kraińskiego[1][9]
  - ulica Andrzeja Frycza-Modrzewskiego[10].

## Zabudowa i zagospodarowanie
Teren przy współczesnym odcinku ulicy po stronie południowej zabudowany jest zabytkowym budynkiem Hali Targowej i parkingu. Strona północna natomiast przeznaczona jest na tereny zielone obejmujące Bulwar Xawerego Dunikowskiego w ramach Promenady Staromiejskiej, kształtowany w nawiązaniu do przepływającej za nim rzeki Odra. W miejscu zlikwidowanego w latach 60. XX wieku odcinka południowego posadowione są budynki mieszkalne i dalej szkoła, położona przy ulicy Wincentego Kraińskiego 1 (w różnych okresach była to szkoła: podstawowa – nr 104 imienia Marii Konopnickiej, nr 29 imienia Konstytucji 3 Maja, lub gimnazjum – nr 29). Pomiędzy terenem szkoły i budynkami przewidziano niewielki skwer.
Ulica położona jest w obszarze znajdującym się na wysokości bezwzględnej pomiędzy 118 a 119 m n.p.m.. Jest on objęty rejonem statystycznym nr 933170, w którym gęstość zaludnienia wynosiła 6389 osób/km² przy 493 osobach zameldowanych (według stanu na dzień 31.12.2018 r.).

## Ochrona i zabytki
Obszar, na którym położona jest ulica św. Ducha, podlega ochronie w ramach zespołu urbanistycznego Starego Miasta z XIII–XIX wieku, wpisanego do rejestru zabytków pod nr. rej.: 196 z 15.02.1962 oraz A/1580/212 z 12.05.1967 r.. Inną formą ochrony tych obszarów jest ustanowienie historycznego centrum miasta, w nieco szerszym obszarowo zakresie niż wyżej wskazany zespół urbanistyczny, jako pomnik historii  . Samo miasto włączyło ten obszar jako cenny i wymagający ochrony do Parku Kulturowego "Stare Miasto", który zakłada ochronę krajobrazu kulturowego oraz uporządkowanie, zachowanie i właściwe kształtowanie krajobrazu kulturowego oraz historycznego charakteru najstarszej części miasta .
Przy ulicy i w najbliższym sąsiedztwie znajdują się następujące zabytki:
| obiekt, położenie | powstanie, nr rej. | fotografia |
| --- | --- | ---------- |
| strona południowa | |            |
| Hala Targowa, ulica Piaskowa 17 | lata 1906–1908 (proj. Richard Plüddemann, F. Friese, Heinrich Küster) (1908 r.) A/2659/401/Wm z dnia 13.04.1979 r. |            |
| strona północna | |            |
| Most Piaskowy | 1861 r., remont 2008 r. A/1649/330/Wm z dnia 15.10.1976 r. |            |
| Promenada Staromiejska | po 1807 r., projekt 1813 r. (Johann Friedrich Knorr) gez, mpzp |            |
| zamknięcie osi widokowej w kierunku wschodnim | |            |
| Klasztor franciszkanów, od 1530 r. norbertanów, po 1810 r. - Wyższy Sąd Krajowy, po 1945 r. budynek Uniwersytetu Wrocławskiego, obecnie Instytut Filologii Romańskiej UWr., plac Biskupa Nankiera 15b | połowa XIII wieku, druga połowa XIII wieku, początek XVII wieku (przebudowa), lata 1682–1695, początek XX wieku, 1929 (renowacja), po 1945 r., 2009 r. (renowacja i remont) (1232 r., XIV, XVII – XVIII wiek, po 1945 r.) zespół klasztorny premonstrantów: - kościół pw. św.św. Jakuba i Wincentego, A/5354/8 z 26.11.1947 r. oraz A/3144/110 (decyzja 108) z 14.02.1962 r. - klasztor, 32 z 28.11.1947 r. oraz A/3143/109 z 14.02.1962 r. |            |